# Parafia Ducha Świętego w Mielcu
Parafia św. Ducha w Mielcu – rzymskokatolicka parafia w Mielcu położona w dekanacie Mielec-Północ. Obejmuje osiedle Borek i osiedle Lotników. Kościół parafialny został zbudowany w latach 1983–1987. Mieści się przy ulicy Pisarka. Poświęcenia świątyni Ducha Świętego dokonał 20 grudnia 1992 ks. bp. Józef Życiński.
Przy parafii swoją działalność prowadzą: Akcja Katolicka, Stowarzyszenie Rodzin Katolickich, Caritas parafialny, chór parafialny, Odnowa w Duchu Świętym, Róże Różańcowe, Grupa Biblijna, Stow. MB Patronki Dobrej Śmierci, Apostolat Maryjny, schola młodzieżowa, Ruch Światło-Życie, Dziewczęca Służba Maryjna, Papieskie Dzieło Misyjne, Grupa AA.
Projekt kościoła wykonali Stanisław Kokoszka, Ryszard Kiełbasa i Jerzy Żmijowski. Projekt konstrukcyjny opracowali prof. Kazimierz Flaga, Marek Żółkiewicz i Lech Żeglin. Ołtarz i witraże są autorstwa Janusza Sobczyka.

## Proboszczowie parafii
| Lp. | Lata    | Lata | Proboszcz                 |
| --- | ------- | ---- | ------------------------- |
| 1   | 1981    | 2007 | ks. Władysław Marcinowski |
| 2   | od 2007 |      | ks. Waldemar Ciosek       |